# Euphorbia labatii
Euphorbia labatii là một loài thực vật có hoa trong họ Đại kích. Loài này được Rauh & Bard.-Vauc. mô tả khoa học đầu tiên năm 1999.